# Франклін Тауншип (округ Воррен, Нью-Джерсі)
Франклін Тауншип (англ. Franklin Township) — селище (англ. township) в США, в окрузі Воррен штату Нью-Джерсі. Населення — 2968 осіб (2020).

## Демографія
Згідно з переписом 2010 року, у селищі мешкало 3176 осіб у 1122 домогосподарствах у складі 885 родин. Було 1219 помешкань
Расовий склад населення:
| - 94,4 % — білих - 2,3 % — азіатів - 1,5 % — чорних або афроамериканців - 0,1 % — корінних американців |

До двох чи більше рас належало 1,4 %. Частка іспаномовних становила 3,8 % від усіх жителів.
За віковим діапазоном населення розподілялося таким чином: 24,9 % — особи молодші 18 років, 62,9 % — особи у віці 18—64 років, 12,2 % — особи у віці 65 років та старші. Медіана віку мешканця становила 43,6 року. На 100 осіб жіночої статі у селищі припадало 101,9 чоловіків;  на 100 жінок у віці від 18 років та старших — 100,6 чоловіків також старших 18 років.
Середній дохід на одне домашнє господарство  становив 103 990 доларів США (медіана — 89 420), а середній дохід на одну сім'ю — 119 238 доларів (медіана — 101 563). Медіана доходів становила 64 653 долари для чоловіків та 53 542 долари для жінок. За межею бідності перебувало 2,3 % осіб, у тому числі 1,4 % дітей у віці до 18 років та 4,4 % осіб у віці 65 років та старших.
Цивільне працевлаштоване населення становило 1593 особи. Основні галузі зайнятості: освіта, охорона здоров'я та соціальна допомога — 20,0 %, роздрібна торгівля — 14,8 %, виробництво — 11,9 %.